# Joe Jay Jalbert
Joe Jay Jalbert (Mullan, 1945) è un produttore cinematografico, regista cinematografico ed ex sciatore alpino statunitense.

## Biografia

### Carriera sciistica
Sciatore polivalente, Joe Jay Jalbert gareggiò negli anni 1960, senza ottenere risultati internazionali di rilievo nonostante diversi successi a livello juniores; nel 1966 vinse la medaglia di bronzo nello slalom speciale ai Campionati statunitensi. Non prese parte a rassegne olimpiche o iridate.

### Carriera cinematografica
Dopo il ritiro Jalbert si accostò al mondo cinematografico: nel 1969 fu la controfigura di Robert Redford nel film Gli spericolati di Michael Ritchie, primo film hollywoodiano dedicato al mondo dello sci alpino. In seguito divenne regista e produttore cinematografico specializzato nello sci: fondò nel 1972 la casa di produzione Jalbert Productions International e diresse o produsse centinaia di film, documentari e programmi televisivi anche in collaborazione con il Comitato Olimpico Internazionale e con la Federazione internazionale sci, introducendo tra l'altro innovazioni tecniche come le riprese effettuate dal punto di vista dello sciatore.

## Palmarès

### Campionati statunitensi
- 1 medaglia (dati parziali):
  - 1 bronzo (slalom speciale nel 1966[2])

## Riconoscimenti
- Premio Emmy per Sun Valley (1971)[1]
- Giornalista dell'anno FIS (2002)[1]
- United States National Ski Hall of Fame (2013)[1]